# سارة برانام ماثيوز
كانت سارة إليزابيث برانام ماثيوز (1888-1962) عالمة أحياء مجهرية أمريكية وطبيبة معروفة بأبحاثها في عزل وعلاج التهاب السحايا النيسرية، وهو كائن يتسبب في حدوث التهاب السحايا.

## السيرة الذاتية
ولدت سارة برانام في 25 يوليو عام 1888 في أوكسفورد، جورجيا. وكانت والدتها سارة (سالي) ستون ووالدها جونيوس برانام وعلى الرغم من أن تعليم المرأة لم يكن شائعاً في ذلك الوقت، إلا أن أفراد أسرة سارة برانام كانوا من المؤمنين بالقيم الراسخة بتعليم المرأة. وعلى خطى والدتها سارة ستون برانام، التي حصلت على شهادتها سنة 1885، وجدتها اليزابيث فلوناي ستون، التي حصلت على شهادتها سنة 1840، ارتادت كلية ويسليان في ماكون، جورجيا وتخرجت بدرجة البكالوريوس في علم الأحياء عام 1907 كخريجة الجيل الثالث.
كانت عضوا في ألفا ديلتا بي. ومع القليل من الفرص المهنية التي كانت تعرض على النساء للعمل في التعليم، أصبحت سارة مدرسة، وعملت لمدة عشر سنوات في نظام المدارس العامة في جورجيا في سبارتا، ديكاتور، وأخيرا في اتلانتا في المدرسة الثانوية للبنات في صيف عام 1917 بدأت سارة بأخذ بعض الدروس في جامعة كولورادو لزيادة علمها ومعرفتها،  لكن بعد أسابيع قليلة تم تعيينها من قبل جامعة كولورادو عام 1917 كمعلم في علم الجراثيم وذلك بسبب نقص الرجال في الإدارة خلال الحرب العالمية الأولى. أشارت سارة لتغير الأدوار قائلة «بعد تعلكي علم الجراثيم لمدة ستة أسابيع عرضوا عليَّ بعد ذلك أن أدرسها» أكملت سارة درجة البكالوريوس الثانية في الجامعة في عام 1919، تخصصت في الكيمياء وعلم الحيوان، وقالت إنه «عندما انتهت الحرب، كنت متمكنة جداً في علم البكتيريا لدرجة كبيرة تمنعها من الخروج مرة أخرى.»
بعد أن أخذت شهادتها من جامعة كولورادو عام 1919، ذهبت إلى شيكاغو خلال فترة وباء الإنفلونزا 1918-1919 كانت لها رغبة شديدة في دخول مجال البحوث الطبية. تم قبولها في جامعة شيغاغو ليتم تكريمها بشرف لحصولها على درجة الماجستير ودرجة الدكتوراه في علم الجراثيم وحصولها على درجة أستاذة في الطب. اقترح مستشارها في الجامعة أن تدرس مسببات الإنفلونزا لأطروحتها ولذلك، للسعي لنيل درجات لها في جامعة شيكاغو، درست عوامل قابلة للتصنيف (الفيروسات)، ونشرت أكثر من اثني عشر بحثاً حول هذا الموضوع. بعد هذا العمل حصلت برانام في نهاية المطاف على منصب مدرب في قسم علم الصحة وعلم الجراثيم.
في عام 1927، غادرت برانام شيكاغو وبدأت العمل بوصفها شريكة في جامعة روتشستر لمدرسة الطب تحت إدارة ستانهوب باين جونز. وبعد ذلك بفترة وجيزة، وصل تفشي مرض السحايا إلى كاليفورنيا من الصين. وبسبب هذا، تحول مسار برانام الوظيفي، وبدأت العمل على ما هو معروف الآن بالمعاهد الوطنية للصحة (NIH) المعروفة باسم المختبر الصحي لخدمة الولايات المتحدة الصحة العامة في بيثيسدا، ميريلاند باعتبارها كبيرة علماء الجراثيم، من أجل دراسة المكورات السحائية. وبقيت برانام في المعاهد الوطنية للصحة لبقية حياتها المهنية. بقيت لأكثر من 25 عاماً حتى تم ترقيتها إلى رئيسة السموم البكتيرية لشعبة المعايير البيولوجية في عام 1955.
تزوجت برانام من رجل أعمال متقاعد يدعى فيليب. س. ماثوز عام 1945 توفى ماثيوز بعد أربع سنوات من زواجهما. تقاعدت برانام من المعاهد الوطنية للصحة بمنصب رئيس قسم السموم البكتيرية في عام 1958 عن عمر يناهز السبعين وماتت في 16 نوفمبر عام 1962 بعد نوبة قلبية مفاجئة. وهي مدفونة في أكسفورد، جورجيا في أراضي عائلتها. على نطاق واسع، كانت ترتكز أبحاث برانام في مجال الأمراض المعدية، بما في ذلك الأنفلونزا، السالمونيلا، وشيغيلا، والدفتيريا، والدوسنتاريا، والداء الببغائي.
درست السموم التي تنتجها الشيغلا الزحابية. كان يرتكز عمل برانام الرئيسي في معاهد الوطنية للصحة على دراسة السحايا. أدى تركيز برانام إلى استجابتها إلى الأزمة الصحية حيث وصل إلى الولايات المتحدة التهابات سحائية وكان شكل غير قابل للعلاج وبدأ ينتشر بسرعة. كان لها الفضل في اكتشاف وعزل النيسرية السحائية. والنيسريا هو كائن سببي شائع من التهاب السحايا، وقد وصف جيداً من قبل برانام أثناء عملها. كما اكتشفت أن العدوى يمكن أن تُعامل مع أدوية السلفا بدلا من التطفلات التي استخدمت في ذلك الوقت، لكن ذلك لم يكن فعالاً في معالجة هذه السلالة.
اعتبرت برانام خبيرة دولية في سلالات الأمراض وبسبب مساهمتها الكبيرة في دراسة ذلك أُعيد تسمية النزلات النيسرية في نزلات براهاميلا سنة 1970 ودلك بعد سنوات من وفاة برانام تم قبول الاسم الجديد رسمياً في طبعة عام 1974 في دليل بيرجي للبكتريا المنهجية. كانت دراسات برانام معروفة في الأمراض المعدية على الصعيد الوطني، كما أنها تعتبر واحدة من «السيدات الكبرى في علم الأحياء الدقيقة». في مقال يتكلم عن السيرة ذاتية لبرانام نُشر في جريدة أتلانتا كونستيتيوشن، وقد لُخص التأثير الهائل لعملها في جملة التعجب: «لقد قتلت الملايين من القتلة!» وإلى جانب حياتها المهنية المزدحمة، لعبت سارة برانام دوراً نشطاً في المجتمع. وهي تعتبر امرأة مؤثرة جداً حيث ألهمت أولئك الذين عملوا معها طوال حياتها المهنية. كانت متحدثة بارزة في العديد من الأحداث وألقت العديد من المحاضرات، بما في ذلك محاضرتين في عام 1960 قبل بضع سنوات فقط من وفاتها. كما كانت نشطة في العديد من الجمعيات العلمية. ساهمت فيما يعرف الآن بالجمعية الأمريكية لعلم الأحياء الدقيقة (المعروفة باسم جمعية علماء الجراثيم الأمريكية). وكانت مندوبة في المؤتمرين الدوليين الأول والثاني في علم الأحياء الدقيقة في عام 1930 (باريس) و1936 (لندن). عملت كدبلوماسية في كل من المجلس الأمريكي لعلم الأمراض في مجال علم الأحياء المجهرية السريرية والمجلس الوطني للفاحصين الطبيين.
كان إنجازها الأعظم هو اكتشاف العلاج الناجح لالتهاب السحائية في العمود الفقري. وكان شكلا جديداً وغير قابل للجدل حيث اجتاح هذا المرض الجزء الشرقي من الساحل الغربي. كما قامت سارة برانام برحلات متكررة إلى جورجيا لتشجيع الشباب على متابعة الصحة العامة كمهنة.

## الجوائز والتكريمات
حصلت برانام على جائزة هوارد تايلور ريكتس في عام 1924 من جامعة شيكاغو. بدأت جمعية الخريجين في كلية ويسليان في الاعتراف بالإنجاز المتميز للخريجة الفردية في عام 1950. في السنة الافتتاحية، تم تكريم برانام بجائزة الخدمة المتميزة الأولى في كلية ويسليان في عام 1950. وحصلت في وقت لاحق على جائزة مماثلة من جمعية خريجي كلية الطب بجامعة شيكاغو. كما حصلت على شهادة دكتوراه فخرية في العلوم من جامعة كولورادو، والتي ستكون آخر ست درجات حصلت عليها في حياتها.
وفي عام 1959، تم تكريمها كامرأة طبية لذلك العام. وبطريقة مماثلة لتكريم ويسليان، تم تكريم برانام في جورجيا بالمرأة من فئة الإنجاز من المتدربين في عام 1992. وخلال حياتها المهنية، نشرت ثمانين ورقة وساعدت في تكوين العديد من الكتب